# 波哥大足球會
波哥大足球會(Bogotá F.C.）是一支位於哥倫比亞波哥大的職業足球會，目前於哥倫比亞足球乙級聯賽角逐。

## 外部連結
- Official website
- Dimayor page